# Винсон (массив)
Массив Винсон — самые высокие горы Антарктиды. Расположены в 1200 км от Южного полюса и являются частью гор Элсуэрт. Длина массива — 21 км, ширина — 13 км. О существовании горного массива стало известно только в 1957 году, именно тогда он был обнаружен американскими самолётами. Впоследствии он был назван в честь Карла Винсона, знаменитого американского политика.
Высшая точка — пик Винсон (4892 м) входит в состав альпинистского проекта «Семь вершин».

## География
Измерения высоты менялись с годами, от самого раннего значения 5140 до 4892 метров. Массив Винсон одна из самых высоких вершин Антарктиды, что делает их излюбленной целью альпинистов. Более 1000 человек поднялись на Винсон с момента первого восхождения летом 1966-67 годов.
Очень точные измерения самой высокой (4892 м) горы Винсон была произведена с помощью GPS-съемки, проведенной группой Фонда Омега в 2004 году.
Массив является частью гор Элсуэрт, которые находятся на шельфовом леднике Ронне. Летом (с ноября по январь) в условиях полярного дня, температура в регионе от −40 до −70 градусов по Цельсию. Средний уровень снегопадов на Винсоне низкий, основной причиной являются сильные ветра.